# Reuben Award
Reuben Award är ett pris som av nordamerikanska National Cartoonists Society delas ut årligen till serie- och skämttecknare i ett antal olika klasser, varav den mest prestigefyllda är Cartoonist of the Year. Priset delades ut första gången 1946 och är uppkallat efter NCS:s första ordförande Rube Goldberg, som även designat prisstatyetten.
Pristagaren till Cartoonist of the Year ("Årets serietecknare") väljs genom en omröstning bland föreningens medlemmar, utgörandes av professionella serietecknare, och har de flesta åren gått till amerikaner. Kanadensaren Lynn Johnston blev 1985 den första icke-amerikanska pristagaren, och samtidigt den första kvinnliga. Sedan slutet av 1990-talet kan samma person bara motta priset en gång.

## Cartoonist of the Year
(priset delas ut året efter listat år)

- 1946: Milton Caniff
- 1947: Al Capp
- 1948: Chic Young
- 1949: Alex Raymond
- 1950: Roy Crane
- 1951: Walt Kelly
- 1952: Hank Ketcham
- 1953: Mort Walker
- 1954: Willard Mullin
- 1955: Charles M. Schulz
- 1956: Herbert L. Block
- 1957: Hal Foster
- 1958: Frank King
- 1959: Chester Gould
- 1960: Ronald Searle
- 1961: Bill Mauldin
- 1962: Dik Browne
- 1963: Fred Lasswell
- 1964: Charles M. Schulz
- 1965: Leonard Starr
- 1966: Otto Soglow
- 1967: Rube Goldberg
- 1968: Pat Oliphant, Johnny Hart
- 1969: Walter Berndt
- 1970: Alfred Andriola
- 1971: Milton Caniff
- 1972: Pat Oliphant
- 1973: Dik Browne
- 1974: Dick Moores
- 1975: Bob Dunn
- 1976: Ernie Bushmiller
- 1977: Chester Gould
- 1978: Jeff MacNelly
- 1979: Jeff MacNelly
- 1980: Charles Saxon
- 1981: Mell Lazarus
- 1982: Bil Keane
- 1983: Arnold Roth
- 1984: Brant Parker
- 1985: Lynn Johnston
- 1986: Bill Watterson
- 1987: Mort Drucker
- 1988: Bill Watterson
- 1989: Jim Davis
- 1990: Gary Larson
- 1991: Mike Peters
- 1992: Cathy Guisewite
- 1993: Jim Borgman
- 1994: Gary Larson
- 1995: Garry Trudeau
- 1996: Sergio Aragonés
- 1997: Scott Adams
- 1998: Will Eisner
- 1999: Patrick McDonnell
- 2000: Jack Davis
- 2001: Jerry Scott
- 2002: Matt Groening
- 2003: Greg Evans
- 2004: Pat Brady
- 2005: Mike Luckovich
- 2006: Bill Amend
- 2007: Al Jaffee
- 2008: Dave Coverly
- 2009: Dan Piraro
- 2010: Richard Thompson
- 2011: Tom Richmond
- 2012: Rick Kirkman och Brian Crane[1]
- 2013: Wiley Miller
- 2014: Roz Chast
- 2015: Michael Ramirez